# Ötlingen (Weil am Rhein)
Ötlingen (alemannisch: Ötlige) ist ein auf der nordwestlichen Bergnase des Tüllinger Bergs gelegener Ortsteil von Weil am Rhein. Die ehemals eigenständige Gemeinde wurde 1971 eingemeindet.

## Lage
Ötlingen liegt auf dem nordwestlichen Rücken des Tüllinger Bergs, nordöstlich von Haltingen und südlich von Binzen und dem Kandertal. Die Besiedlung auf der vergleichsweise kleinen Gemarkung erstreckt sich entlang der Dorfstraße. Nördlich der Dorfstraße schließt sich ein Neubaugebiet an den Ortskern an. Der östlich des Ortskerns an der Kreisstraße gelegene Luisenhof befindet sich ebenfalls auf der Gemarkung Ötlingens. Im Südwesten befindet sich ein größeres Weinanbaugebiet. Nach Süden bietet sich ein Ausblick auf das Dreiländereck Deutschland-Frankreich-Schweiz, das Rheinknie in Basel und einen Großteil der Basler Bucht mit dem angrenzenden Teil des oberen Elsass.

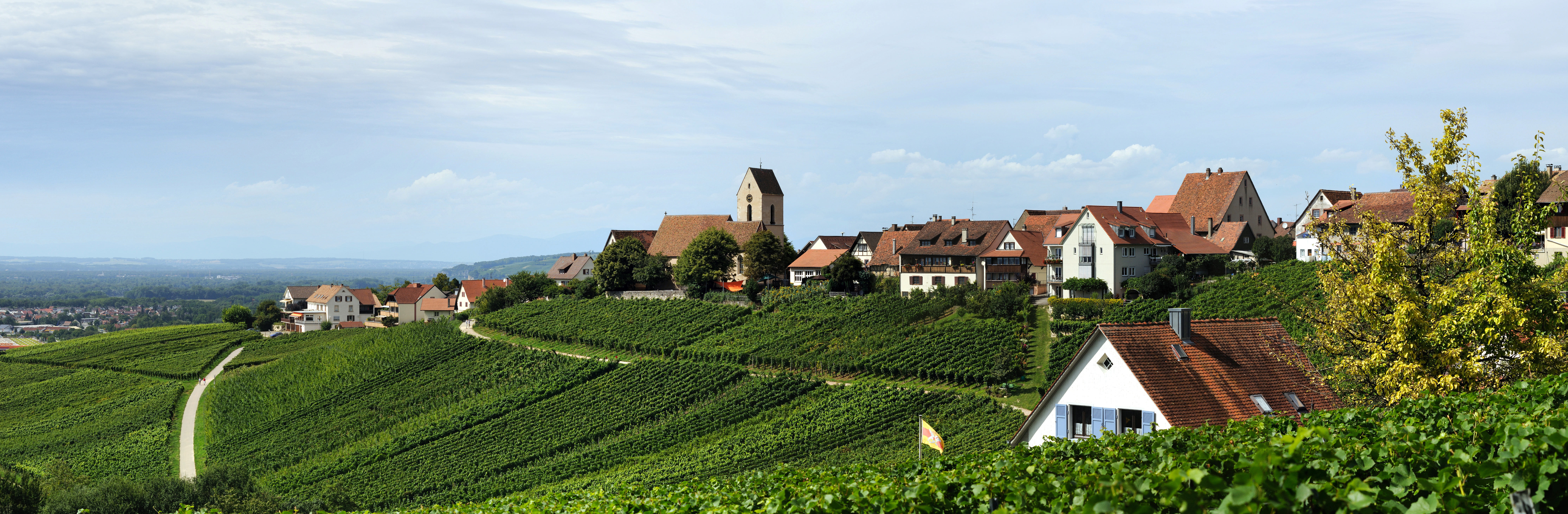
Ötlingen: Blick vom Tüllinger Berg

## Geologie
Der Ötlinger Berg erscheint im Bild der Markgräfler Tertiärhügellandschaft als ein nordwestlicher Ausläufer desTüllinger Berges. Geologisch gesehen ist er aber eine eigenständige Scholle, die aus anderen Schichten als die des Tüllinger Berges besteht. Dessen Untergrund bilden Süßwassermergel und -kalke, die einst in einem Seebecken des Oberrheingrabens abgelagert wurden (vor 28 bis 20 Mio. Jahren). Der Ötlinger Berg ist dagegen aus älteren Sedimenten aufgebaut. (Alter: 34 bis 28 Mio. Jahre.) An seinem Südwestfuß wurden dunkelgraue Rupel-Tone der Froidefontaine-Formation angetroffen. Sie bilden ein Stück weit den Sockel des Berges. Darüber lagern etwa 50 m mächtige Feinsandsteine und Mergel der Elsässer Molasse (Chatt). Im Bereich des Dorfes und am Nordhang sind diese allerdings von einer Löss- oder Lösslehmdecke verhüllt.
Die genannten Schichten lagerten sich im Oligozän in dem einsinkenden Rheingraben ab. Während die Tone der Froidefontaineformation sich in der Zeit absetzten, als das Meer zeitweise in den Graben eingedrungen war, entstand die Elsässer Molasse nachfolgend, als der Graben wieder landfest wurde. Es handelt sich dementsprechend um Brack- bis Süßwasserablagerungen (Aufschluss: Fischingen/Läufelberg). Noch später entstanden unter festländischen Bedingungen die lakustren Tüllingerberg-Schichten.
Wenn man das Dorf ostwärts verlässt, gelangt man von der Elsässer Molasse unvermittelt auf die Millionen Jahre jüngeren Tüllingerschichten. Offensichtlich zieht hier eine N-S streichende Verwerfung durch, welche die Ötlinger-Berg-Scholle gegenüber der des Tüllingerbergs heraushebt. Die Abtragung hat allerdings diesen Niveauunterschied nivelliert, ja sogar umgekehrt. Die von Binzen her kommende Verwerfung, geologisch die Trennlinie zwischen Ötlinger- und Tüllingerberg, quert das Oberdorf so, dass die obersten Häuser und der Friedhof bereits auf der Scholle des Tüllinger Berges liegen.
Der Steilabfall am Westende des Ötlinger Berges ist der Erosionsleistung des Rheins zu verdanken, der noch in der vorletzten Kaltzeit (Risskaltzeit) den unteren Bühlhang umspülte und hier Schotter in bis 300 m Höhe hinterließ (Hochterrassenschotter).

## Geschichte
Die erste gesicherte Nennung des Ortsnamens Ottlinchoven ist 1064 im Pestarchiv Wien zu finden. Aufgrund der Namenszuordnung gehört die Siedlung nicht zur ältesten Siedlungsschicht, sondern zu einer Ausbaustufe in der Merowingerzeit. Früheste archäologische Funde belegen, dass die Geschichte der Kirche bis ins 8. Jahrhundert zurückgeht.
Im 12. Jahrhundert erstreckte sich der Herrschaftsbereich der Herren von Rötteln auch auf das Weindorf Ötlingen. Als Lehnsmann des Bischofs von Basel vermachte Lütold III. von Rötteln dem Dompropst von Basel alle Rechte und Besitzungen. 1306 übernahmen die Markgrafen von Hachberg-Sausenberg die Herrschaft. Oberlehensherren blieben jedoch weiter die Bischöfe von Basel. Dieses Besitzverhältnis währte bis 1503, als der Ort in den Herrschaftsbereich der Markgrafen von Baden bzw. ab 1535 nach deren Teilung den Markgrafen von Baden-Durlach zukam.
Markgraf Ludwig Wilhelm von Baden-Baden („Türkenlouis“) leitete zeitweise am 14. Oktober 1702 vom Ötlinger Pfarrhaus aus die Schlacht bei Friedlingen, da der überwiegende Teil der Infanterie über den Ort den Tüllinger Berg bestiegen hatte.
Im Jahr 1809 kam Ötlingen vom Oberamt Rötteln zum badischen Landkreis Lörrach.
Am 1. Dezember 1971 wurde Ötlingen in die Stadt Weil am Rhein eingegliedert.

## Bevölkerung
Die Bevölkerung von Ötlingen entwickelte sich wie folgt:
| Jahr | Einwohner |
| ---- | --------- |
| 1852 | 481       |
| 1871 | 532       |
| 1880 | 510       |
| 1890 | 492       |
| 1900 | 456       |
| 1910 | 406       |
| 1925 | 413       |

| Jahr | Einwohner |
| ---- | --------- |
| 1933 | 394       |
| 1939 | 402       |
| 1950 | 494       |
| 1956 | 531       |
| 1960 | 545       |
| 1970 | 546       |
| 2015 | 742       |

| Jahr | Einwohner |
| ---- | --------- |
| 2019 | 739       |

## Politik

### Ortschaftsrat

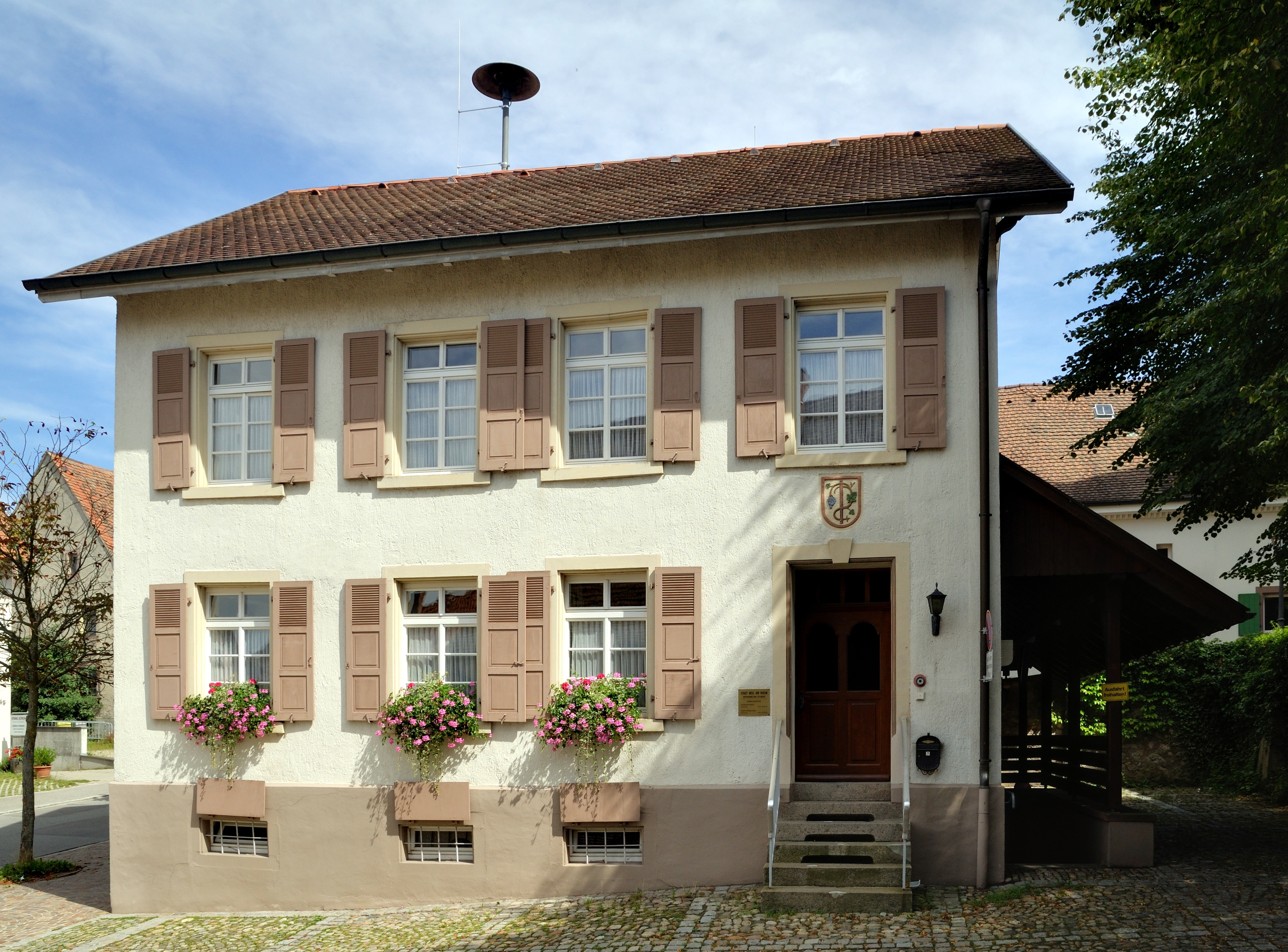
Rathaus

Ein Zusatzabkommen zum Eingemeindungsvertrag von 1971 sicherte Ötlingen eine eigene Ortsverfassung und einen Ortschaftsrat zu, der zahlreiche Entscheidungsbefugnisse im Dorf hat. Sitz des Rates ist das Ötlinger Rathaus. Der Ortschaftsrat besteht aktuell aus Vertretern der Liste "Zämme fürs Dorf", welche 2024 Johannes Maier zum Ortsvorsteher wählten.

### Wappen
Blasonierung: „In Gold auf grünem Schildfuß an schwarzem Stecken ein grüner Rebstock mit beidseits je einer blauen Traube und rechts zwei, links einem Blatt.“
Der Rebstock verweist auf die Bedeutung des Weinbaus für den Ort. Das Wappen wurde vom Generallandesarchivs entsprechend den Wünschen der Gemeinde entworfen und wird so seit 1902 geführt. Im Siegel des Dorfes findet sich die beblätterte Traube bereits ab etwa 1840. In der Leutrumschen Handschrift von 1747 wird noch ein Stern als Ötlinger Wappenbild erwähnt.

## Kultur, Sehenswürdigkeiten und Infrastruktur

### Ortsbild und Bauwerke

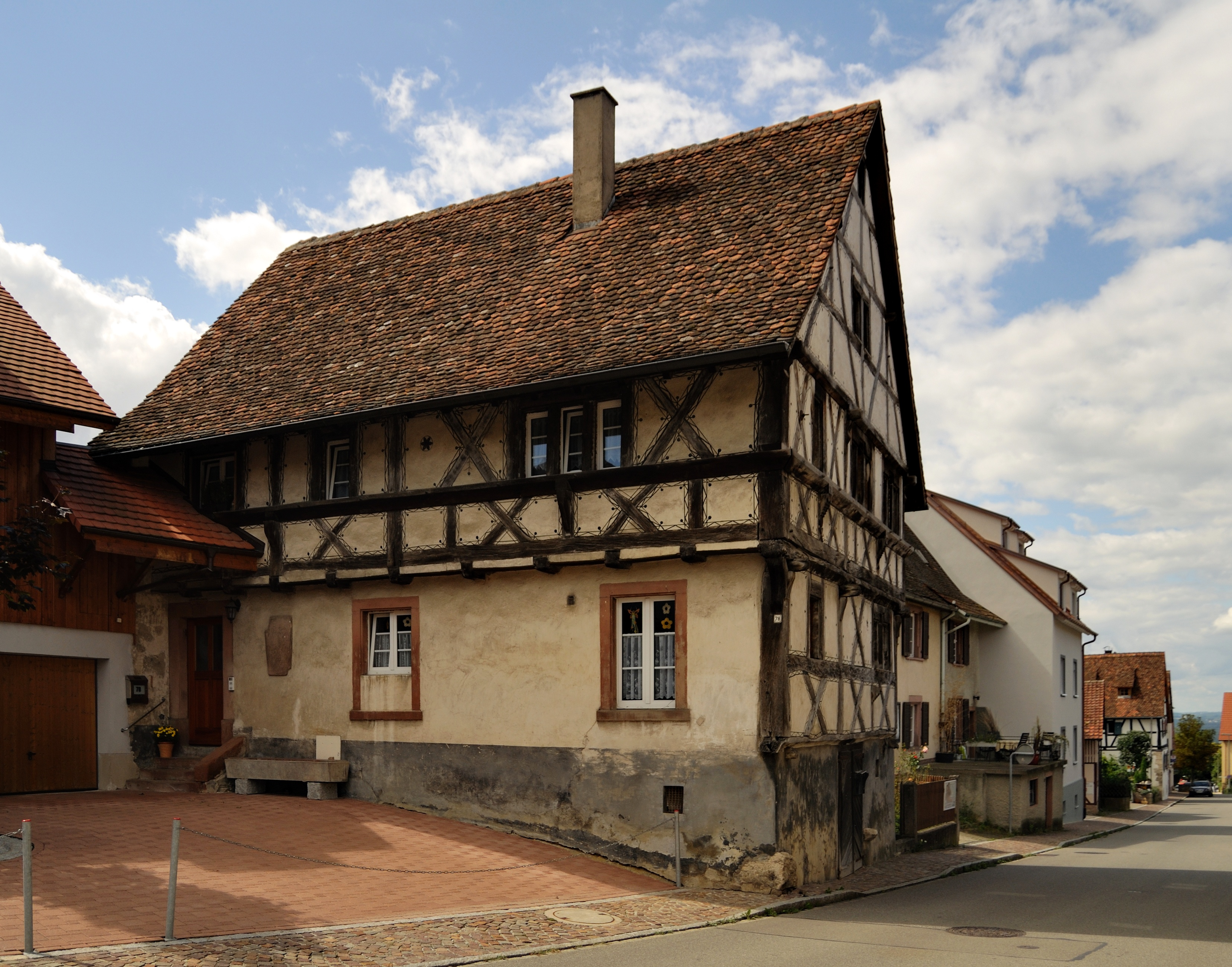
Fachwerkhaus (Kogerhaus) in Ötlingen

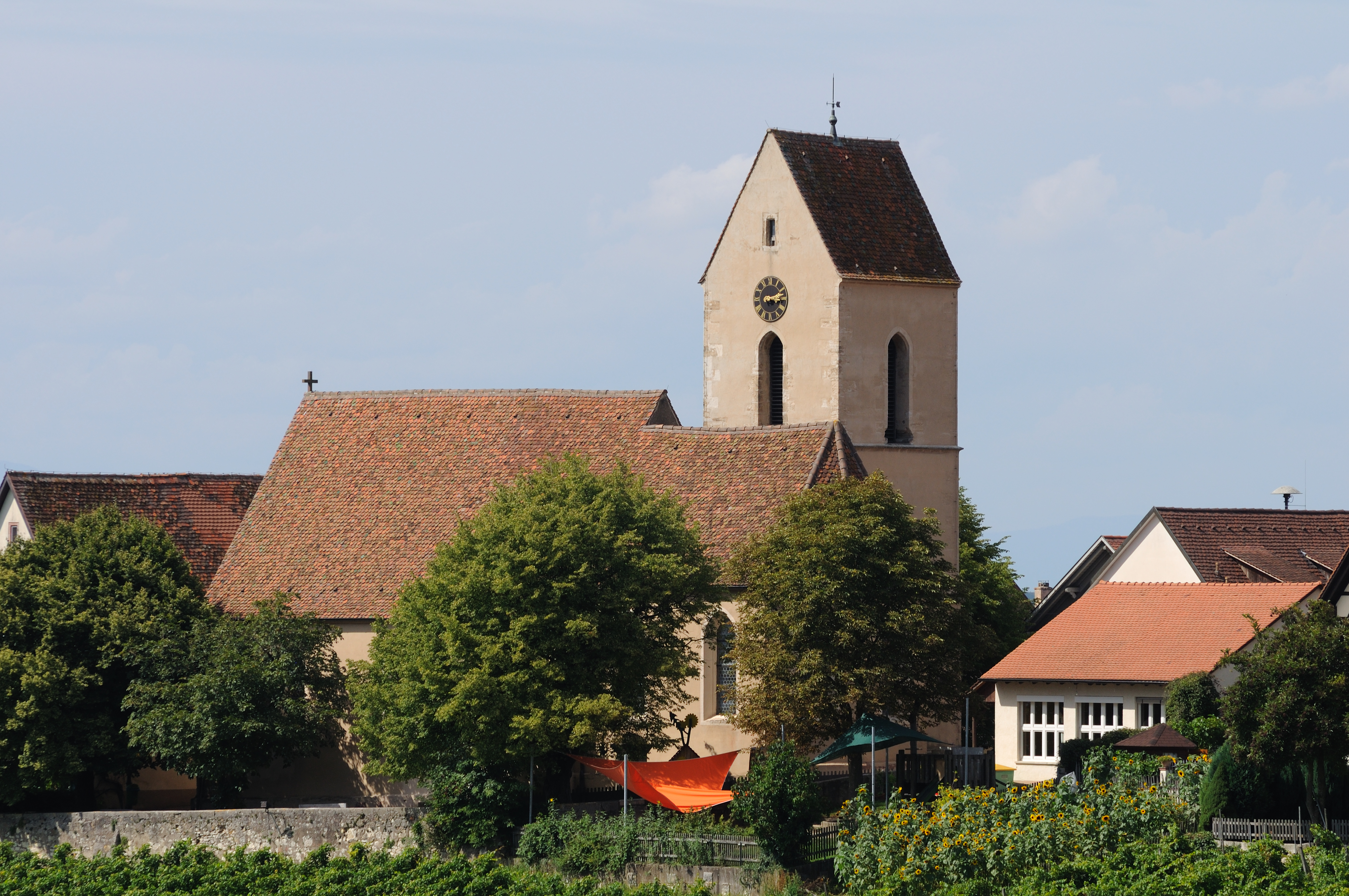
Galluskirche

Weite Teile der Häuser im Dorfkern stammen aus dem 16. und 17. Jahrhundert. Das gesamte Ortsbild von Ötlingen ist denkmalgeschützt.
Das älteste Haus im Ort ist das Kogerhaus
Ursprünglich ein Steinhaus von Anfang des 16. Jahrhunderts wurde es 1571 erweitert und zum Fachwerkhaus umgebaut. Das Haus wurde um 3,15 Meter zur Straße verlängert und um ein Stockwerk erhöht. Der 1901 von Kraus beschriebene Türsturz mit der Jahreszahl 1571 und einem Wappen wurde später ersetzt. Der heutige Türsturz weist die Jahreszahl 1865 auf und verweist wohl auf eine Renovierung. In der Westfassade ist die Jahreszahl 1573 aufgemalt, die auf die zwei Jahre nach dem Umbau datierte Bemalung hinweist. Obergeschoss und Dachgeschoss ragen jeweils etwa 9 cm vor.
1957 wurde das Haus mit Unterstützung des staatlichen Denkmalamtes und des Landkreises Lörrach grundlegend restauriert.
Weitere beachtenswerte Häuser sind der Ottmarsheimer Hof von 1594 und das Haus Gerwig von 1716.
Im alten Gasthof Ochsen (1840 auf die andere Straßenseite zum heutigen gleichnamigen Gasthof verlagert) sollte 1988 das zwischenzeitlich als Speicher benutzte alte Nebenzimmer des Gasthauses zu Wohnraum umgebaut werden. Bei der Besichtigung durch das Landesdenkmalamt wurde bemerkt, dass die Wände mit einer Panoramatapete bedeckt waren, die Szenen aus dem Reich der Inkas zeigte. Die Szenen basieren auf dem 1777 erschienenen Roman Les Incas, ou la Destruction de l'empire du Pérou von Jean-François Marmontel.
Diese Tapete wurde 1826 bei der Manufaktur Dufour et Leroy in Paris gedruckt und die vollständige Tapete besteht aus 25 Bahnen mit einer Breite von 53,5 cm. Heute gibt es weltweit nur noch 12 bekannte Drucke dieser Tapete, die meist unvollständig sind. Die Tapete und der Gastraum wurden von 1988 bis 1994 aufwendig restauriert und 1994 wurde hier das Café Inka eröffnet.
Im unteren Teil des Dorfkerns steht die evangelische St.-Gallus-Kirche. Die erste Kirche an dieser Stelle entstand, wie archäologische Grabungsfunde nachweisen, um das Jahr 800 und wurde 1275 erstmals urkundlich erwähnt. Die rechteckige Saalkirche wurde im 13. Jahrhundert nach Osten und Norden erweitert. Der Glockenturm und ein Teil der Nordwand des Langhauses mit Fresken aus dem Spätmittelalter sind aus dieser Bauperiode erhalten geblieben. Die heutige, gotische Gestalt der Kirche geht auf die Jahre 1410–1420 zurück, in denen Markgraf Rudolf III. von Hachberg-Sausenberg umfangreiche Erweiterungen durchführen ließ.
Neben der Kirche befindet sich das Pfarrhaus aus dem Jahr 1410 und hinter der Kirche ein Denkmal für den 1925 in Ötlingen verstorbenen Künstlers Hermann Daur.
Durch den Ort und über die Westhänge des Rebanbaugebietes am Tüllinger Berg führt der rund vier Kilometer lange Weiler Weinweg. Entlang des Weges informieren Tafeln über die Reben und die Entwicklung des Weinanbaus.
Im Gretherhaus, einem Fachwerkhaus mit angrenzender Schmiede aus dem Jahre 1536, ist seit 1990 ein kleines Museum, die Dorfstube Ötlingen untergebracht. Sie zeigt eine typische bäuerliche Wohnung des 19. Jahrhunderts.

### Bildung
In Ötlingen gibt es einen städtischen Kindergarten. Die örtliche Hermann-Daur-Grundschule wurde 2008 geschlossen und die Kinder werden mit dem Schulbus in den Weiler Ortsteil Märkt gebracht. In den Räumlichkeiten der früheren Grundschule wurde die Kindertagesstätte Schwalbennest eingerichtet.

### Verkehr
Ötlingen ist von Westen aus über eine Landstraße von Haltingen und von Nordosten aus Richtung Rümmingen erreichbar. Knapp zwei Kilometer nordöstlich zweigt von dieser Landstraße eine Verbindung über den Pass Lucke in Richtung Tumringen ab. An dieser Kreuzung befindet sich ebenfalls die Anschlussstelle (4) Kandern der Bundesautobahn 98 (A 98).
Ein Teilabschnitt des Jakobswegs führt von Binzen kommend durch die Dorfstraße entlang des Tüllinger Bergs weiter nach Weil am Rhein und in die Schweiz. Ebenso durch die Dorfmitte verläuft das Markgräfler Wiiwegli. Durch Ötlingen führt der 74 Kilometer lange Markgräfler Radweg, der von Freiburg im Breisgau bis nach Alt-Weil führt. Der Radweg wird durch eine grüne Tafel mit der Aufschrift Mg gekennzeichnet.

## Persönlichkeiten
- Hermann Daur (1870–1925), deutscher Kunstmaler, wirkte von 1906 bis 1925 in Ötlingen
- Karl Rösch (1912–2001), deutscher Kunstmaler, Mundartschriftsteller, Schriftsteller, Lyriker, wirkte von 1950 bis 2001 in Ötlingen
- Hans Pfannmüller (1916–1989), deutscher Karikaturist, wirkte von 1982 bis 1989 in Ötlingen
- Ernst Arendt (* 1949), deutscher Tierfilmer, lebt in Ötlingen[20]